# Russemusikk
Russemusikk ist ein Musikgenre aus Norwegen, das zur Partymusik gehört und sich im Laufe der 2010er-Jahre entwickelte. Die Lieder des Genres entstehen größtenteils als Auftragskompositionen für die Russfeiern der norwegischen Abschlussschüler. Typisch für die Lieder sind Texte über Alkohol, Drogen und Sex.

## Hintergrund und Geschichte

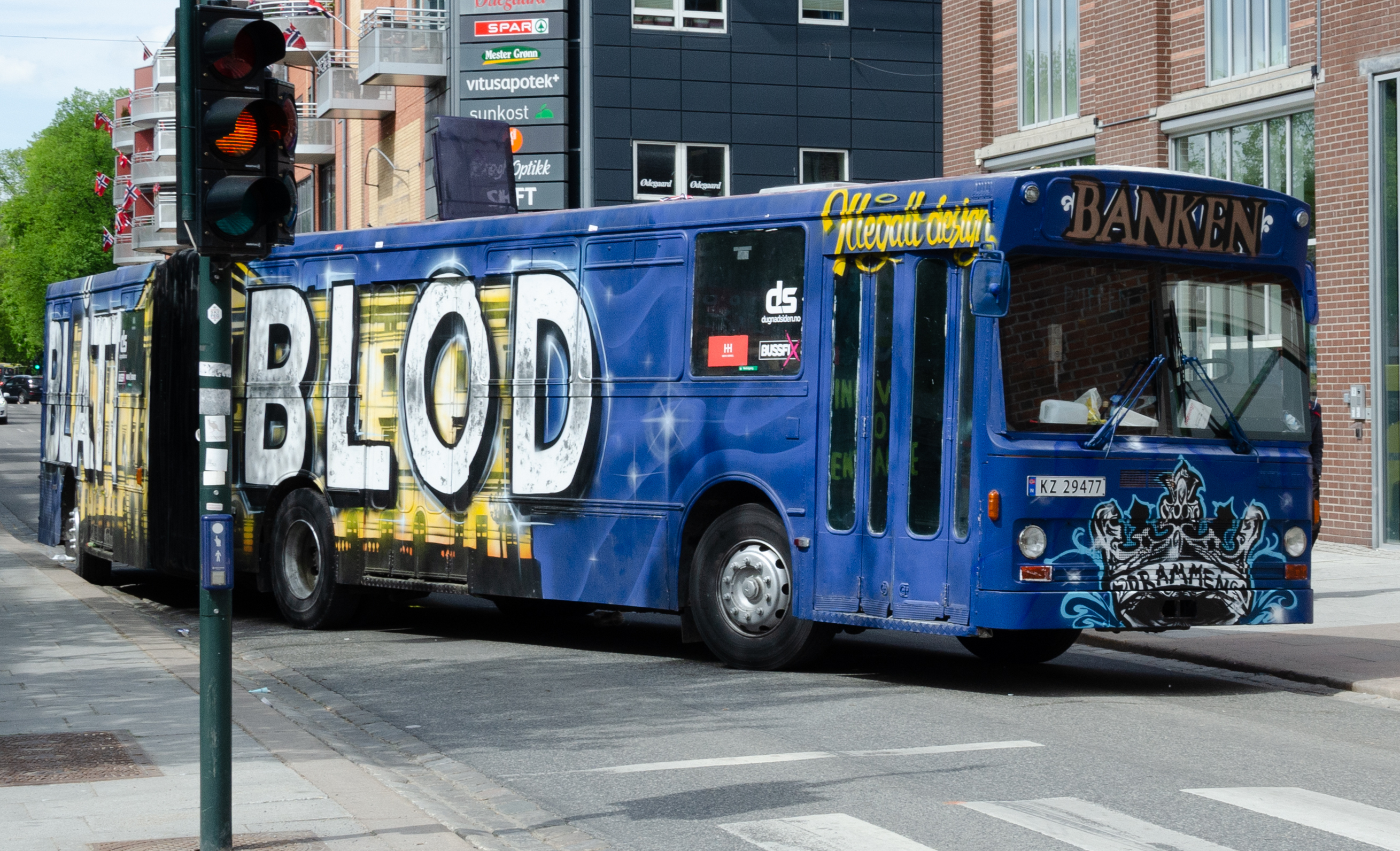
Russebuss in Drammen, 2019

Norwegische Abschlussschüler werden in Norwegen als „Russ“ bezeichnet. Um die Zeit ihrer Abschlussarbeiten veranstalten diese Russfeiern, die ihren Höhepunkt am norwegischen Nationalfeiertag, dem 17. Mai, erreichen. Vor allem in der Region um Oslo entwickelte sich der Brauch, dass Abschlussschüler in Gruppen mit teils hohen Kosten Busse zu ihren Gruppenslogans umbauten. Diese Busse, in denen Partys abgehalten werden, werden im Norwegischen Russebusser genannt.
Jedes Jahr kristallisierten sich Lieder heraus, die bei den Russfeiern des Abschlussjahrgangs besonders populär wurden. Im Jahr 1989 begann man damit, das „Russelied des Jahres“ zu küren. Das erste Lied, das mit dem Titel ausgezeichnet wurde, war Splitter Pine der Band Dum Dum Boys. Etwa um das Jahr 2005 ließen in der Region Østlandet immer mehr Busgruppen eigene Lieder anfertigen. Von dort verbreitete sich der Trend ins restliche Norwegen. Der Trend wurde dadurch begünstigt, dass das Produzieren von Musik leichter geworden war und viele Anfänger in der Musikbranche damit begannen, in dem Genre ihr erstes Geld zu verdienen. Das DJ-Duo Broiler und die DJs Kygo und Martin Tungevaag produzierten beispielsweise zu Beginn ihrer Karriere Lieder für Abschlussschüler. Dabei wurde zunächst Russemusikk noch nicht als Name für ein Genre verwendet. Die Musik von Broiler etwa galt zu Beginn der 2010er-Jahre noch eher als norwegische Variante von Eurodance. Der größere Durchbruch für das Genre kam Mitte der 2010er-Jahre, mit dem Musiker Tix als Frontfigur. Mit zunehmender Popularität des Genres begannen auch andere Künstler, Charakteristika der Russemusikk in ihre Lieder aufzunehmen.
Im Jahr 2011 galt ein Preis von 10.000 bis 20.000 Kronen als typischer Preis. Als die teuerste Auftragsarbeit galt zu diesem Zeitpunkt ein Lied des US-amerikanischen Musikproduzenten Skrillex, das für 15.000 US-Dollar, was zu diesem Zeitpunkt rund 80.000 Kronen entsprach, an eine Busgruppe aus Bærum ging. Im Jahr 2016 soll der Preis für die Lieder bei den bekanntesten Künstlern bei rund 100.000 Kronen gelegen haben. Die Rechte an den Liedern verbleiben im Normalfall bei den Produzenten, womit sie auch Erlöse durch Streaming und andere Verwertung der Lieder erzielen. Den Busgruppen wird nur ein befristetes Recht dazu eingeräumt, die Lieder auf Veranstaltungen spielen zu dürfen.
In Schweden entwickelte sich mit dem Epadunk ein ähnliches Musikgenre, das zu Beginn der 2020er-Jahre kommerziell erfolgreich wurde. Die norwegische Russemusikk wird teils als Ursprung des Epadunks angesehen.

## Charakteristische Elemente, Liedtexte und -titel

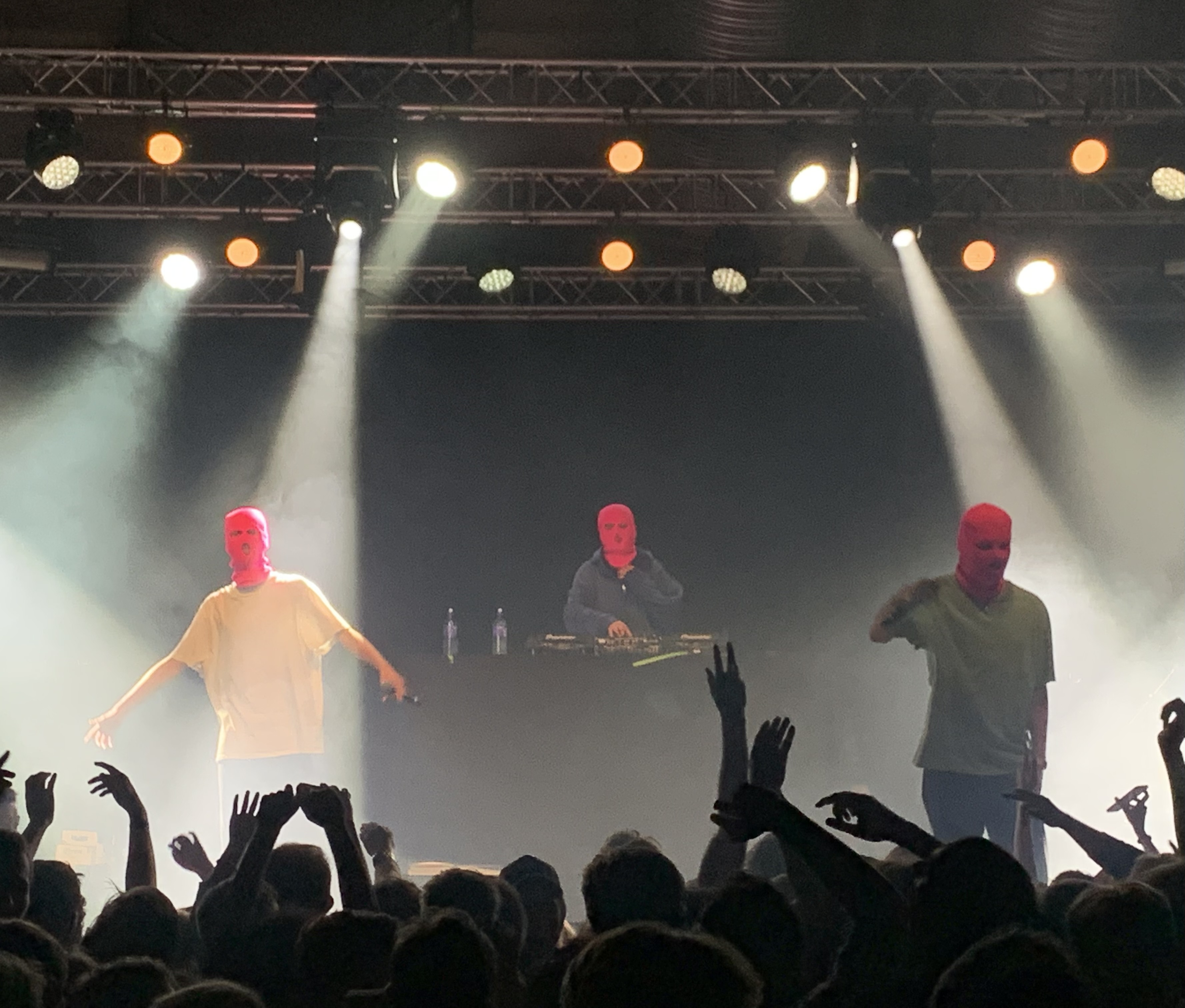
Ballinciaga, 2022

Bei den Liedern der Russemusikk handelt es sich häufig um elektronische Tanzmusik (EDM) mit ausgeprägten Bass. Auch Rap sowie gesprochene Intros und Zwischenspiele sind in der Russemusikk weit verbreitet. Der Ursprung für die Russemusikk wird im Eurodance, den norwegischen Dansbands und dem Pop-Rap der 1990er-Jahre gesehen.

### Liedtexte
Die Melodien der Lieder sind meist so gewählt, dass die Texte in den Vordergrund treten. Die Liedtexte sind meist in norwegischer Sprache, weisen Referenzen zu den Busgruppen-Mottos auf und erregten in den Medien für ihre provozierenden und sexualisierten Texte wiederholt Aufmerksamkeit. Im Jahr 2015 schuf unter anderem das Lied Sjeiken 2015 von Tix eine größere Kontroverse, da es Sätze wie „I kveld er det lov å være hore“ (deutsch „Heute Abend ist es erlaubt, eine Hure zu sein“) und „Vil du bli med meg hjem hvis jeg skjenker deg noe sprit da?“ (deutsch „Kommst du mit mir heim, wenn ich dir Alkohol einschenke?“) enthält. Das Lied ist zudem ein Beispiel für einen Liedtext, der zum Busmotto, nämlich Scheichs und die arabischen Welt, passende Klischees und Referenzen beinhaltet. Zum Zeitpunkt der Veröffentlichung war es eines von noch wenigen Liedern des Genres, das den Einzug in die Charts schaffte. Die Zahl der kommerziell erfolgreichen Liedern stieg in der Zeit darauf an. Im Jahr 2023 wurde Sjeiken 2015 in einer Umfrage des Radiosenders NRK P3 zum „ikonischsten Russe-Lied aller Zeiten“ gewählt.
Neben dem zunehmenden Erfolg kam es auch zu einem Wandel bei den Liedtexten. Die Beschreibung von Drogenkonsum – insbesondere Kokain – wurde ein weit verbreitetes Motiv in den Liedern. Der Soziologe Willy Pedersen schrieb im Jahr 2023 für die Zeitung Aftenposten, dass die Lieder des Genres ein Spiegel für Hypermaskulinität seien, in denen Wörter wie „hoes“ (deutsch „Huren“), „puling“ („ficken“) und „fitte“ („Fotze“) vorkämen und auch Drogen wichtig seien.

### Liedtitel
Viele Lieder aus dem Genre sind nach den gleichen Schema benannt und setzen sich aus dem Namen der Busgruppe und dem Abschlussjahr zusammen. Einige Bands wie Ballinciaga gingen dazu über, dieses Schema nicht mehr anzuwenden.